# Bhagalpur (stad)

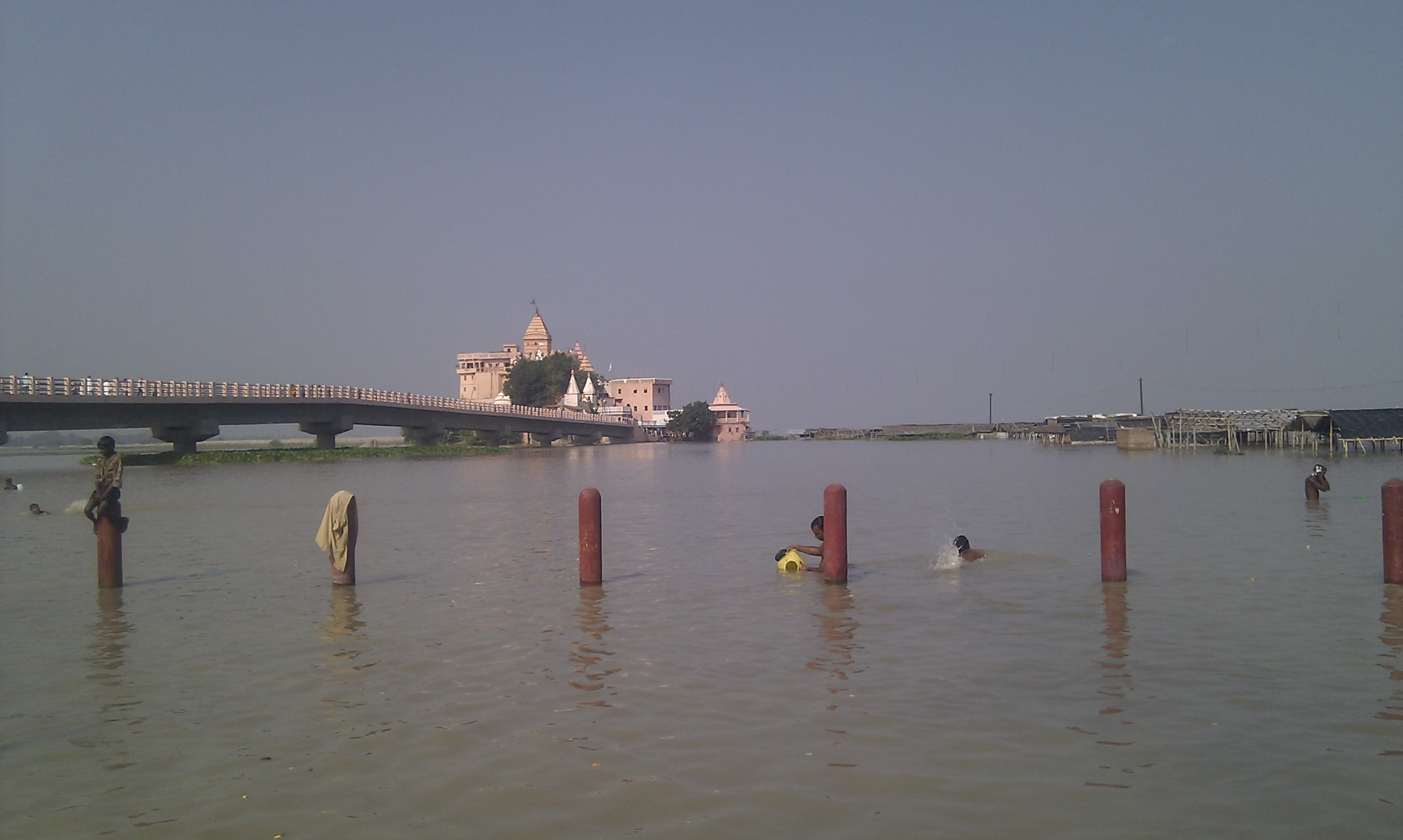
De Ajgaibi Nath-tempel aan de Ganges bij Bhagalpur

Bhagalpur is een oude stad in de Indiase staat Bihar. Bhagalpur is de hoofdstad van het gelijknamige district. De stad ligt op de zuidelijke oever van de Ganges en zo'n 190 km ten oosten van Patna, de hoofdstad van Bihar. Bhagalpur is de op twee na grootste stad van de staat, met bij de census van 2011 400.146 inwoners.
Bhagalpur is gekend als de stad van de zijde, met een enorme productie van zijderupsen waarmee de Tussar Silk, de Tussarzijde wordt geproduceerd. De vruchtbare grond van de oevers van de Ganges levert ook rijke oogsten aan rijst, tarwe, gerst en maïs op. Bij de stad is een reservaat voor gangesdolfijnen, het Vikramshila Gangetic Dolphin Sanctuary. Van de nog circa 1.500 levende gangesdolfijnen leeft de helft in dit reservaat.

## Demografie
Volgens de Indiase volkstelling van 2011 wonen er 400.146 mensen in Bhagalpur, waarvan 53% mannelijk en 47% vrouwelijk is. De plaats heeft een alfabetiseringsgraad van 79% (84% bij mannen, 74% bij vrouwen).